# Senotainia trilineata
Senotainia trilineata är en tvåvingeart som först beskrevs av Wulp 1890.  Senotainia trilineata ingår i släktet Senotainia och familjen köttflugor. Inga underarter finns listade i Catalogue of Life.